# Priscilla Riker
Priscilla Riker de Souza Sobreira Lima (Manaus, ) é um miss brasileira. Foi a Miss Amazonas 2007.
Priscila Riker foi aclamada Miss Amazonas 2007 e Beleza Amazonas 2005, e classificou-se entre as quinze semifinalistas do Miss Brasil 2007 e Beleza Brasil 2005.